# Asinhell
Asinhell er et dansk dødsmetal-band, der blev dannet i 2023 af forsangeren fra Volbeat, Michael Poulsen, Marc Grewe og Morten Toft Hansen. Det blev dannet som et sideprojekt for Poulsen mens Volbeat holdt pause med turnere.
Gruppen udgav sit debutalbum, Impii Hora, d. 29. september 2023. Albummet blev godt modtaget og fik fem ud af seks stjerne i GAFFA, og heavymetal.dk gav otte ud af ti dødningehoveder.

## Medlemmer
- Michael Poulsen – guitar
- Marc Grewe - forsanger
- Morten Toft Hansen - trommer

## Diskografi
Albums
- Impii Hora (2023)

Musikvideoer
- Fall of the Loyal Warrior (2023)
- Wolfpack Laws (2023)